# Esteban Cantarutti
Esteban Cantarutti (Córdoba, Argentina, 28 de septiembre de 1988) es un baloncestista profesional argentino que se desempeña como base.

## Trayectoria

### Clubes
| Club                           | País      | Año             |
| ------------------------------ | --------- | --------------- |
| Arroyito                       | Argentina | 2007 - 2008     |
| Atenas                         | Argentina | 2008 - 2009     |
| Colón de Chivilcoy             | Argentina | 2009 - 2010     |
| Barrio Parque                  | Argentina | 2010 - 2014     |
| 9 de Julio                     | Argentina | 2014 - 2015     |
| Olímpico                       | Argentina | 2015 - 2016     |
| Barrio Parque                  | Argentina | 2016 - 2017     |
| Petrolero Argentino            | Argentina | 2017 - 2019     |
| Deportes Castro                | Chile     | 2019 - 2020     |
| Oberá                          | Argentina | 2020 - 2021     |
| Gimnasia de Comodoro Rivadavia | Argentina | 2021            |
| Caxias do Sul                  | Brasil    | 2021 - 2022     |
| Deportes Castro                | Chile     | 2022 - 2023     |
| Hispano Americano              | Argentina | 2023 - 2024     |
| Municipal Puente Alto          | Chile     | 2024            |
| Bochas Sport Club              | Argentina | 2024 - Presente |